# Арктическая зона Российской Федерации
Аркти́ческая зо́на Росси́йской Федера́ции — сухопутные территории субъектов Российской Федерации, объединённые по географическому положению в экономическую зону.

## История
В 1998 году в Совете Федерации комитетом по делам Севера и малочисленных народов был разработан и внесён в Госдуму законопроект «Об арктической зоне Российской Федерации». Правительство РФ не поддержало принятие законопроекта, так как введение ряда экономических и социальных льгот для на 1/5 части территории РФ возможно было только за счёт существенного сокращения доходной части федерального бюджета и увеличения расходной. В 1999 году законопроект был отклонён.
В 2008 году президент России утвердил «Основы государственной политики Российской Федерации в Арктике на период до 2020 года и дальнейшую перспективу». Под Арктической зоной Российской Федерации в документе понималась часть Арктики, определённая ещё решением Госкомиссии при Совете Министров СССР по делам Арктики от 22 апреля 1989 года.
2 мая 2014 года президент Путин подписал указ № 296 «О сухопутных территориях Арктической зоны Российской Федерации», который определил сухопутные территории Арктической зоны России. Впоследствии в указ были внесены изменения и дополнения (указы президента РФ от 27.06.2017 г. № 287, которым в список были внесены Беломорский, Кемский и Лоухский районы Карелии, и от 13.05.2019 № 220, которым были добавлены восемь районов Якутии).
В ноябре 2015 года возобновилась разработка новой редакции законопроекта «Об Арктической зоне Российской Федерации». В марте 2018 года доработанный законопроект «Об Арктической зоне Российской Федерации» был опубликован на федеральном портале проектов нормативных правовых актов.
В июле 2020 года был принят федеральный закон № 193-ФЗ «О государственной поддержке предпринимательской деятельности в Арктической зоне Российской Федерации». В законе устанавливались территории, понимающиеся под Арктической зоной, введено понятие резидента Арктической зоны, имеющего налоговые преференции. Кроме того, закон добавил к Арктической зоне ещё несколько территорий: Калевальский и Сегежский районы и Костомукшский городской округ (Карелия), Лешуконский и Пинежский районы (Архангельская область), городские округа Инта и Усинск и Усть-Цилемский район (Республика Коми), часть Эвенкийского района (Красноярский край).
В октябре 2021 года на основании исследования, которое провели Информационно-аналитический центр Государственной комиссии по вопросам развития Арктики и Институт регионального консалтинга, был определён перечень опорных населённых пунктов российской Арктики. Всего в эту зону включили 131 населённый опорный пункт страны. Среди них — города Архангельск, Мурманск, Норильск, Анадырь, Воркута, Дудинка и еще 125 городов и поселков. Выбранным населённым пунктам будет оказан комплекс мер адресной поддержки. Всего авторы исследования проанализировали по 57 критериям 256 населённых пунктов с населением более 500 человек. В числе критериев были такие, как размещение медицинских и образовательных организаций, логистической инфраструктуры, близость к месторождениям, на освоение которых выданы лицензии, и другие показатели.

## Состав
| № | Флаг | Субъект Федерации               | Состав | Площадь (км²) | Население (чел.) |
| - | ---- | ------------------------------- | --- | ------------- | ---------------- |
| 1 |      | Мурманская область              | все районы | 144 902       | ↘651 363         |
| 2 |      | Ненецкий автономный округ       | все районы | 176 810       | ↘41 906          |
| 3 |      | Чукотский автономный округ      | все районы | 721 481       | ↘47 778          |
| 4 |      | Ямало-Ненецкий автономный округ | все районы | 769 250       | ↗523 105         |
| 5 |      | Республика Карелия*             | 6 муниципалитетов: Беломорский район*, Калевальский район*, Кемский район*, Костомукшский городской округ*, Лоухский район*, Сегежский район* | 71 254        | 109 299          |
| 6 |      | Республика Коми                 | 4 муниципалитета: городской округ Воркута, городской округ Инта*, городской округ Усинск*, Усть-Цилемский район* |               |                  |
| 7 |      | Республика Саха (Якутия)        | 13 муниципалитетов: Абыйский улус*, Аллаиховский улус, Анабарский улус, Булунский улус, Верхнеколымский улус*, Верхоянский район*, Жиганский район*, Момский район*, Нижнеколымский район, Оленёкский район*, Среднеколымский улус*, Усть-Янский улус, Эвено-Бытантайский национальный улус* |               |                  |
| 8 |      | Красноярский край               | 4 муниципалитета: город Норильск, Таймырский Долгано-Ненецкий район, Туруханский район, частично Эвенкийский район* (10 сельских поселений) |               |                  |
| 9 |      | Архангельская область           | 9 муниципалитетов: город Архангельск, Мезенский район, городской округ Новая Земля, город Новодвинск, Онежский район, Приморский район, городской округ Северодвинск, Лешуконский район*, Пинежский район*                                                                                   |               |                  |

Примечание. Звёздочкой отмечены территории, не отмеченные в указе № 296 от 2 мая 2014 года и добавленные к Арктической зоне более поздними указами президента РФ, а также федеральным законом № 193-ФЗ.
Кроме того, в сухопутные территории Арктической зоны РФ указом № 296 были включены земли и острова, расположенные в Северном Ледовитом океане, указанные в постановлении Президиума ЦИК СССР от 15 апреля 1926 года «Об объявлении территорией Союза ССР земель и островов, расположенных в Северном Ледовитом океане» и других актах СССР. В федеральном законе № 193-ФЗ от 13 июля 2020 года острова и акватории Северного Ледовитого океана, отнесённые к Арктической зоне РФ, были более конкретизированы: 

…Под Арктической зоной Российской Федерации (далее — Арктическая зона) понимаются сухопутные территории и примыкающие к ним внутренние морские воды Российской Федерации и территориальное море Российской Федерации, участки континентального шельфа Российской Федерации, а также земли и острова, которые в будущем могут быть открыты, не являются территориями иностранных государств, расположены в Северном Ледовитом океане к северу от побережья Российской Федерации до Северного полюса в пределах между меридианом тридцать два градуса четыре минуты тридцать пять секунд восточной долготы от Гринвича, проходящим по восточной стороне Вайда-губы через триангуляционный знак на мысе Кекурский, и меридианом сто шестьдесят восемь градусов сорок девять минут тридцать секунд западной долготы от Гринвича, проходящим по середине пролива, разделяющего острова Ратманова и Крузенштерна группы островов Диомида в Беринговом проливе, на которых в соответствии с настоящим Федеральным законом и другими федеральными законами устанавливаются меры государственной поддержки предпринимательской деятельности.

## Демография
На 2018 год площадь сухопутных территорий Арктической зоны РФ (без включённых в неё позднее, в 2019 году, восьми улусов Якутии) составляла 3754,6 тыс. кв. км (около 22 % территории России), население 2406,4 тыс. человек (1,63 % от населения РФ), в том числе городское — 2147,7 тыс. человек, сельское — 258,7 тыс. человек. С 1989 года население этих территорий уменьшилось почти на 1 млн человек. В АЗРФ входит 39 городов и 43 посёлка городского типа (в том числе 3 без населения); из этих 82 городских поселений 31 находится в азиатской части Арктики. 30,0 % населения АЗРФ (645,1 тыс. чел.) проживает в двух крупных городах — Архангельске и Мурманске. Ещё четыре городских поселения относятся к большим (превышают по численности 100 тыс. чел.) — Северодвинск, Норильск, Новый Уренгой и Ноябрьск; в них проживают 584,6 тыс. человек (27,2 %). Три города — средние по численности (население от 50 до 100 тыс.): Воркута, Апатиты и Североморск, в них живёт 166,5 тыс. человек (7,8 %). Наконец, ещё четыре населённых пункта относятся к малым городам (20—50 тыс.): Надым, Мончегорск, Новодвинск и Кандалакша (156,4 тыс. человек, 7,3 %). Остальные города и пгт российской Арктики имеют население менее 20 тыс. человек.
В арктической зоне Российской Федерации в 2024 году проживало 2,4 миллиона человек при почти 4 миллионах во всей Арктике.